# Прапор Вижниці
Пра́пор Ви́жниці затверджений рішенням сесії Вижницької міської ради.

## Опис прапора
Прямокутне полотнище з співвідношенням сторін 2:3 має білу древкову частину шириною в 1/3 від довжини прапора з гербом міста; вільна частина складається з 5 горизонтальних смуг — синьої, білої, зеленої, білої та синьої — у співвідношенні 3:1:36:1:3.
Прапор Вижниці розробив художник Дмитро Курик.